# Arthur Prudden Coleman
Arthur Coleman Prudden (ur. 19 lipca 1897 w Seymour, zm. 19 lipca 1974) – amerykański slawista, polonista, językoznawca, popularyzator wiedzy o Polsce.

## Życiorys
Z pochodzenia był Irlandczykiem. Absolwent filologii słowiańskiej na Columbia University. Jego doktorat obroniony w 1925 na macierzystej uczelni uchodzi za pierwszy doktorat ze slawistyki obroniony przez rdzennego Amerykanina w USA. Studia uzupełniał na Uniwersytecie Karola i w Polsce na Uniwersytecie Jagiellońskim i Uniwersytecie Warszawskim. W latach 1928–1948 był lektorem języków słowiańskich na Columbia University, opuścił uczelnię protestując przeciwko przyjęciu przez uczelnię dotacji od polskiego rządu i obsadzeniu katedry przez osoby sprzyjające reżimowy socjalistycznemu. W okresie 1950–1962 był rektorem Alliance College w Cambridge Springs, uczelni polskiej utrzymywanej przez amerykańską Polonię. W 1962 przeniósł się do Nowego Jorku, gdzie wykładał na Fordham University. Autor wielu prac w tym bibliografii. Wraz z żoną Marion Moore Coleman (1900–1993) sporządzał przeglądy krytyczne nowości polskich w czasopismach (1932–1939). Organizował imprezy i stowarzyszenia mające na celu zbliżenie polsko-amerykańskie. Członek honorowy Polskiego Towarzystwa Naukowego na Obczyźnie.

## Odznaczenia i nagrody
- Złoty Wawrzyn Akademicki (5 listopada 1938)[2]
- nagroda polskiego Pen Clubu (1971)

## Wybrane publikacje
- Slavonic studies in the United States, Toruń: Baltic Institute 1935.
- (współautor: Marion Moore Coleman), The Polish Insurrection of 1863: in the light of New York editorial opinion, Williamsport, Penna.: The Bayard Press 1934.
- (przekład) Antoni Malczewski, Marya: tale of Ukraine, transl. from the Polish from the final text as ed. by Józef Ujejski by Arthur Prudden and Marion Moore Coleman, New York: Electric City Press 1935.
- (przekład) Alexander Fredro, Maidens' vows or the Magnetism of the heart: a comedy in five acts, transl. from the Pol. by Arthur Prudden Coleman and Marion Moore Coleman, Schenectady, N.Y.: Electric City Press 1940.
- (współautor: Marion Moore Coleman), Adam Mickiewicz in English, Schenectady, N.Y.: Electric City Press 1940.
- (współautor: Maria Corbridge Patkaniowska) Essential of Polish Grammar, 1944.
- (współautor: Marion Moore Coleman), Mickiewicziana: articles, translations, bibliographies of interests to students of Mickiewicz, New York: Klub Polski 1946.
- A chapter in Anglo-Polonica: specifically British commant on Polish matters as found in 11 Leading British Periodicals, 1820–1845,  Cambridge Springs, Pa.: Alliance College 1952.
- Alliance College and Alliance Technical Institute, Cambridge Springs, Penn.: Polish National Alliance 1957.
- (współautor: Marion Moore Coleman), Wanderers twain: Modjeska and Sienkiewicz: a view from California, Cheshire, Conn.: Cherry Hill-Books 1964.
- Journey into another world. Part 1: First steps, Cheshire 1974.